# Kleinmut
Kleinmut (auch Kleinmütigkeit) (altgriechisch ὀλιγοψυχία oligopsychia, lateinisch pusillanimitas) ist die Bezeichnung für mangelnden Mut und geringe Entschlusskraft in einer den Menschen fordernden, schwierigen Situation. Sie ist ein Gemütszustand, gleichbedeutend mit „Verzagtheit“ und steht damit als negativ konnotiertes Persönlichkeitsmerkmal im Kontrast zur wünschenswerten Charaktereigenschaft „Mut“, „Beherztheit“. Kleinmut wird als Kennzeichen einzelner Menschen, aber auch ganzer Gesellschaften registriert.

## Wortgeschichte
Vorstellung und Begriff des „Kleinmutes“ und des „Kleinmütigen“ finden sich bereits im griechischen Altertum als ὀλιγοψυχία (oligopsychia) bzw. μικροψυχία (mikropsychia), in der römischen Antike als pusillanimitas, althochdeutsch als luzilmuotîg und mittelhochdeutsch als lützelmüetec. Von der Wortbildung her stellt der Kleinmut im Sinne einer mangelnden Seelengröße ein Gegenstück zum sogenannten Großmut dar, der „μεγαλοψυχία“ (megalopsychia) oder „magnanimitas“, die bereits im griechischen und römischen Altertum als Tugend gerühmt wurde und sich mit „Großherzigkeit“ oder „Großgesinntheit“ übersetzen lässt.

## Historischer Wortgebrauch
Aristoteles stellt den Kleinmut in seiner Mesotes-Lehre als minderwertige extreme Charaktereigenschaft dem anderen Extrem der Aufgeblasenheit gegenüber. Er benutzt dazu auch die mit dem deutschen Wort „Kleinmut“ identischen Begriffe μικρόψυχος für den Kleinmütigen und μικροψυχία für die Eigenschaft des Kleinmutes.
In seinem 1. Brief an die Thessalonicher benutzt der Apostel Paulus von Tarsus das Wort in dem angefügten Hinweis: „vermanet die ungezogen, tröstet die kleinmütigen (= τοὺς ὀλιγοψύχους), traget die schwachen“(1 Thess. 5, 14).
Der frühneuhochdeutsche Dichter Johann Fischart formuliert in seinem Werk „Flöh-Haz, Weiber-Tratz“ von 1573: „…und will ain keck herz an mich nemmen, durch standmut alle klainmut demmen“.
Der im Jahre 1777 auf der Bergfestung Asperg eingekerkerte sozialkritische Dichter Christian Friedrich Daniel Schubart spricht sich selbst Mut zu mit der Formulierung „…drum, mein geist, lasz keine noth dich zur kleinmuth bringen“.
In dieser Schreibweise ist das Wort auch bei Lessing („seine reue könnte schimpflicher kleinmuth scheinen“), Schiller („dich stürzt der eigne kleinmuth von dem thron“) und Goethe („wars möglich dasz in ihrer gegenwart der kleinmuth dich ergriff und dich bezwang?“) nachweisbar.
Der Dichter Christoph Martin Wieland verwendet das Wort in seinem Versepos „Idris“ in der Schreibung: „…zu zweifeln, fällt ihr gar nicht ein; sie kennt das herz zu gut, so kleines muths zu sein“. (Wieland: Idris und Zenide, Leipzig 1768, 5, 52.)
In einem Brief vom 16. Oktober 1795 schreibt Schiller an Goethe: „…es gibt gegen eine stunde des muths und vertrauens immer zehn, wo ich kleinmüthig bin“.

## Konsequenzen von Kleinmut
Die Folgen von Kleinmut sind in Wissenschaft und Praxis von unterschiedlichen Fachkompetenzen auf verschiedenen Lebensfeldern vielfach analysiert und hinsichtlich möglicher therapeutischer Maßnahmen reflektiert worden. Sie sind sowohl auf individueller als auch auf gesellschaftlicher Ebene von erheblicher Bedeutung und zielen weitestgehend in die gleiche Richtung einer Forderung nach mehr Wagnisbereitschaft, Selbstdisziplin, Eigentätigkeit, Eigenleistung und Eigenverantwortung. Bekannte Folgen von Kleinmut sind im individuellen Bereich etwa das oft bedauerte Fehlen von Zivilcourage, Prüfungsängste und Prüfungsverweigerungen, mangelndes Selbstvertrauen bei Leistungsanforderungen, Lebensängste und Hilflosigkeit bei Lebensproblemen. Im gesellschaftlichen Raum wird Kleinmut etwa am Problem der Reformverweigerung mancher Staaten und ihrer Bürger offenkundig. Sie wird aber auch an der Ausbreitung des Versicherungswesens mit dem Wahn, sich gegen jegliches Lebensrisiko absichern zu sollen, an der Tendenz zu einer möglichst kompletten Staatsfürsorge und an der verbreiteten Risikoaversion und Wagnisscheu breiter Teile der Bevölkerung als unübersehbaren Indizien festgemacht:
Der Althistoriker und Geschichtsschreiber Pedro Barceló sieht Kleinmut als eine wesentliche Ursache dafür, dass die Karthager trotz ihres grandiosen militärischen Sieges in der Schlacht von Cannae (216 v. Chr.) nicht in der Lage waren, den gewonnenen Vorteil zu ihren Gunsten zu nutzen, während es den mental stärkeren Römern gelang, die bittere Niederlage letztendlich doch noch in einen Sieg und die endgültige Vernichtung Karthagos zu verwandeln: „Roms Widerstandskraft war nach Cannae durchaus nicht gebrochen. Dem Adressaten dieser Botschaft soll der römische Großmut sowie die Solidarität der Römer in einer Notlage vorgeführt werden und im Gegensatz dazu die karthagische Kleinmütigkeit.“
Der Pädagoge und streitbare Schulleiter Bernhard Bueb registriert aus seiner langjährigen Schulerfahrung im Umgang mit Heranwachsenden eine zunehmende Verweichlichung und ein mangelndes Durchstehvermögen bei anspruchsvollen, mit Rückschlägen verbundenen Aufgaben und als Folge der geringen Frustrationstoleranz ein schnelles Aufgeben bei einem zeitweiligen Scheitern von hochgesteckten Ambitionen. Er sieht den Ausweg aus dem Kleinmut in einem gesellschaftlichen Umdenken und einer zeitgemäßen Wiedererweckung tragender Grundtugenden wie Fleiß, Leistungsbereitschaft, Selbstüberwindung und Disziplin, mit denen sich ein weniger fremdbestimmtes, stärker eigenständiges Leben kraft Eigenleistung und Eigenverantwortung aufbauen lasse.
Der Psychologe und Wagnisforscher Siegbert A. Warwitz sieht das Problem Kleinmut aus einer Überbehütung und Verweigerung von eigener Verantwortungsnahme erwachsen, die das Ausreifen zur Persönlichkeit ausbremse und meist schon im Elternhaus beginne. Als Beispiele nennt er die Tendenz zum sogenannten „Elterntaxi“, das den Kindern das Lernen des Gefahrenmanagements im Verkehrsumgang verwehrt oder die Entwicklung einer „Vollkasko-Mentalität“ in den Köpfen der Menschen, die sich gegen jedes Lebensrisiko, selbst das auf Abenteuerreisen, versichern möchte. Er verweist darauf, dass Gefahrenbeherrschung nicht angeboren ist, sondern in jedem Bereich durch aktiven Umgang mit Risiken und deren Reflexion gelernt werden muss und dass Kleinmut ein Persönlichkeitsdefizit darstelle. Als Wegweiser zu einer selbstbestimmten Lebensgestaltung und Charakterbildung empfiehlt er eine systematische Wagniserziehung, die bereits früh im Elternhaus ansetzen und in Kindergarten und Schule konsequent fortgeführt werden und in eine entsprechende Selbsterziehung münden sollte. Dazu bedürfe es des Mutes von Erziehern und Politikern, entsprechende Freiräume für sinnvolle Mutproben nicht nur zuzulassen, sondern aktiv zu fördern.
Der Soziologe und Verhaltensforscher Felix von Cube benennt eine verbreitete gesellschaftliche Ausrichtung, es dem Nachwuchs möglichst leicht zu machen, ihm Schwierigkeiten abzunehmen, Enttäuschungen zu ersparen, es beispielsweise im Rechtsbereich (bis zum 14. Lebensjahr) weitestgehend aus der Verantwortung für das eigene Tun zu nehmen und somit lange unmündig zu halten und zur Risikovermeidung anzuleiten als Ausgangsproblem. Gegen das Dilemma kleinmütiger Verweigerung der Auseinandersetzung mit anspruchsvollen, auch gefährlichen Aufgaben gibt er das Leitwort „Fordern statt Verwöhnen“ aus und meint damit mehr Mut der Erzieher zum Loslassen und mehr Mut der Heranwachsenden zu Eigentätigkeit und Eigenverantwortung, um zur Persönlichkeit reifen zu können.